# Cuiabá
Cuiabá (portugisiskt uttal: [kujaˈba]) är en stad och kommun i västra Brasilien och huvudstad i delstaten Mato Grosso. Kommunen har cirka 580 000 invånare, med totalt cirka 870 000 invånare i hela storstadsområdet. Cuiabás centralort är belägen vid floden Cuiabá, med Várzea Grande på andra sidan. Cuiabá grundades den 1 januari 1727.

## Administrativ indelning
Kommunen var år 2010 indelad i fyra distrikt:
- Coxipó da Ponte
- Coxipó do Ouro
- Cuiabá
- Guia

## Befolkningsutveckling
| Område              | Areal (km²)   | Invånarantal 1 augusti 2000 | Invånarantal 1 augusti 2010 | Invånarantal 1 juli 2014 |
| ------------------- | ------------- | --------------------------- | --------------------------- | ------------------------ |
| Storstadsområde     | 21 928,87     | 726 220                     | 833 766                     | 871 729                  |
| Kommun              | 3 538,17      | 483 346                     | 551 098                     | 575 480                  |
| Urban befolkning    | Ingen uppgift | 476 532                     | 540 814                     | Ingen uppgift            |
| ...varav centralort | Ingen uppgift | 475 389                     | 539 220                     | Ingen uppgift            |

Storstadsområdets formella namn är Vale do Rio Cuiabá och består av kommunerna Cuiabá, Nossa Senhora do Livramento, Santo Antônio do Leverger och Várzea Grande.